# Raggio traente

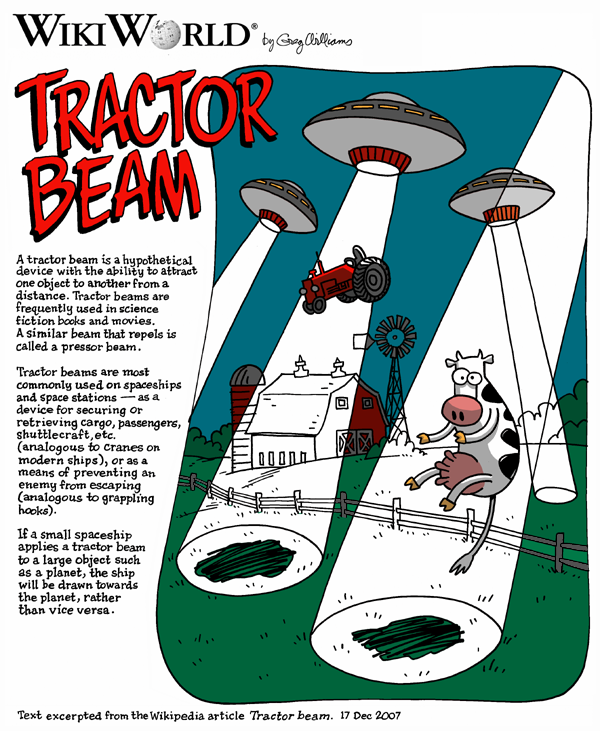
raggio traente

Il raggio traente è un'ipotetica tecnologia che permetterebbe di attrarre o spostare un oggetto a distanza, senza contatto fisico. Il raggio traente è frequentemente usato nei romanzi e film di fantascienza. Un analogo raggio che serve per respingere è chiamato raggio repulsivo.
I raggi traenti sono comunemente utilizzati nelle astronavi o nelle stazioni spaziali, come dispositivo per movimentare merci, passeggeri, navette ecc., o per evitare la fuga di navi nemiche (analogo dei grappini di abbordaggio nelle navi).
Il termine fu coniato nel 1931 dallo scrittore di fantascienza Edward Elmer "Doc" Smith.